# Кёртис, Кин
Кин Холбрук Кёртис(15 февраля 1923 года, Солт-Лейк-Сити, штат Юта, США — 13 октября 2002 года, Баунтифул, штат Юта, США) — американский театральный деятель, актёр театра и кино, помощник режиссёра, обладатель премии «Тони» за лучшую мужскую роль второго плана.

## Биография
Родился 15 февраля 1923 года в Солт-Лейк-Сити, штат Юта, США, в семье учительницы Полли Франселлы и железнодорожного служащего Айры Чарльза Кёртиса. Окончил Университет Юты со степенями бакалавра и магистра. Во время учёбы играл в студенческом театре. Три года служил на флоте.
В 1948 году дебютировал в кино, снявшись в фильме Орсона Уэллса «Макбет» в роли Леннокса, однако впоследствии его долгое время не приглашали в кинематограф. С 1970 и до 1998 года снимался во многих фильмах и телесериалах, озвучивал мультфильмы. В 1949—1961 годах также работал помощником режиссёра.
В 1965 году начал театральную карьеру. В 1971 году был удостоен премии «Тони» за лучшую мужскую роль второго плана в мюзикле «Ротшильды».
Скончался 13 октября 2002 года от Болезни Альцгеймера в доме престарелых в Баунтифул, штат Юта, США. Похоронен на Мемориальном Кладбище Баунтифула.

## Избранная фильмография
| Год       |    | Русское название   | Оригинальное название     | Роль                            |
| --------- | -- | ------------------ | ------------------------- | ------------------------------- |
| 1948      | ф  | Макбет             | Macbeth                   | Леннокс                         |
| 1973      | ф  | Блэйд              | Blade                     | Штайнер                         |
| 1973—1974 | с  | —                  | The Magician              | Макс Помирой                    |
| 1974      | с  | МЭШ                | M*A*S*H                   | полковник Уортман               |
| 1974      | с  | —                  | The Wide World of Mystery | доктор Ури Ласзло               |
| 1974      | тф | —                  | The Lady’s Not to Burning | мэр Хеббл Тайсон                |
| 1974      | тф | Ракеты Октября     | The Missiles of October   | директор ЦРУ Джон Маккоун       |
| 1974—1975 | с  | Гавайи 5-O         | Hawaii Five-O             | профессор Берк / Винсент Гордон |
| 1975      | тф | Без билета на Луну | Stowaway to the Moon      | Том Эстес                       |
| 1975      | с  | Карен              | Karen                     | Бейтс                           |
| 1990      | ф  | Ламбада            | Lambada                   | директор Синглтон               |